# Ladoga garrigai
Ladoga garrigai är en fjärilsart som beskrevs av De Sagarra 1930. Ladoga garrigai ingår i släktet Ladoga och familjen praktfjärilar. Inga underarter finns listade i Catalogue of Life.